# Ваља Скурта (Ковасна)
Ваља Скурта (рум. Valea Scurtă) насеље је у Румунији у округу Ковасна у општини Естелник. Oпштина се налази на надморској висини од 621 m.

## Становништво
Према подацима из 2002. године у насељу је живело 277 становника.

### Попис2002.
| Расподела становништва по националности 2002.‍ | Расподела становништва по националности 2002.‍ | Расподела становништва по националности 2002.‍ | Расподела становништва по националности 2002.‍ | Расподела становништва по националности 2002.‍ |
| --------------------------------------------- | --------------------------------------------- | --------------------------------------------- | --------------------------------------------- | --------------------------------------------- |
|                                               |                                               |                                               |                                               |                                               |
| Румуни                                        | Румуни                                        |                                               | 7                                             | 2,5%                                          |
| Мађари                                        | Мађари                                        |                                               | 270                                           | 97,5%                                         |